# Гераниецветные
Гераниецве́тные, также Геранецве́тные (лат. Geraniales) — по современной классификации APG IV небольшой порядок цветковых растений, насчитывающий 2 семейства, 14 родов и 859 ботанических видов. Порядок включается в дочернюю кладу Мальвиды, последовательно входящую в более крупные клады Розиды -> Суперрозиды -> Эвдикоты -> Цветковые растения. Большинство гераниевых являются травянистыми растениями, но есть кустарники и небольшие деревья.
Экономическая важность гераниецветных невелика. Некоторые виды пеларгонии (Pelargonium) культивируются для последующего извлечения эфирного масла (гераниевое масло), применяемого в парфюмерной и мыловаренной промышленности.

## Классификация
В системе классификации Кронквиста (1981) в порядок были включены следующие семейства:
- Balsaminaceae — Бальзаминовые
- Geraniaceae — Гераниевые
- Limnanthaceae — Лимнантовые
- Oxalidaceae — Кисличные
- Tropaeolaceae — Настурциевые

В системе классификации APG III (2009) порядок состоял из трёх семейств:
- Geraniaceae — Гераниевые (включая Hypseocharitaceae)
- Melianthaceae — Медовиковые (включая Francoaceae)
- Vivianiaceae — Вивианиевые (включая Ledocarpaceae)

В современной системе APG IV (2016) в порядок включено 2 семейства:
- Francoaceae — Франкоевые - 7 родов, 34 вида
- Geraniaceae — Гераниевые - 7 родов, 823 вида

### Таксономическое положение
- Geraniales Juss. ex Bercht. & J. Presl, 1820, Prir. Rostlin 221

Порядок Гераниецветные включается в дочернюю кладу Мальвиды, последовательно входящую в более крупные клады Розиды -> Суперрозиды -> Эвдикоты -> Цветковые растения. Кладограмма в соответствии с Системой APG IV по состоянию на декабрь 2023 года:
|  |                          |  |                                   | порядок Гераниецветные |  | 2 семейства |  | 14 родов |  | 859 видов |
|  |                          |  |                                   | порядок Гераниецветные |  | 2 семейства |  | 14 родов |  | 859 видов |
|  | клада Цветковые растения |  |                                   |                        |  |             |  |          |  |           |
|  |                          |  |                                   |                        |  |             |  |          |  |           |
|  |                          |  | ещё 63 порядка цветковых растений |                        |  |             |  |          |  |           |
|  |                          |  |                                   |                        |  |             |  |          |  |           |